# Elizabeth M. Bright
Pour les articles homonymes, voir Bright.
Elizabeth M. Bright (25 septembre 1893 – 20 octobre 1975) est une chercheuse et physiologiste américaine qui a notamment collaboré avec l'océanographe Alfred C. Redfield pour étudier les effets des radiations sur différents modèles animaux.

## Éléments biographiques
Elizabeth M. Bright est née le 25 septembre 1893 à Chelsea, dans le Massachusetts, de David L. Bright et Emma Clark de Nouvelle Écosse. Son père est enregistré comme travailleur manuel. Le 29 janvier 1911, à Chelsea, à l'âge de 17 ans, elle épouse Norman M. Menzies, âgé de 20 ans, originaire d'Écosse, chaudronnier. Bright est morte le 20 octobre 1975 à Lowell.

## Woods Hole et Harvard
En 1912, Bright est embauchée par l'Institut océanographique de Woods Hole, où elle travaille comme chercheuse débutante au département de physiologie, tout en occupant un poste d'assistant chercheur à la Harvard Medical School, également au département de physiologie,. De 1918 à 1924, Bright travaille avec l'océanographe Alfred C. Redfield, étudiant les Nereis et d'autres modèles animaux et les effets sur la santé des radiations. Ils publient 12 articles en collaboration.

## Publications
- Redfield, Alfred Clarence, & Bright, E. M. (1918). A quantitative study of the effect of radium radiations upon the fertilization membrane of Nereis. American Journal of Physiology. 45: 374.
- Redfield, A. C., & Bright, E. M. (1919). Temperature Coefficient of the Action of ß-rays Upon the Eggs of Nereis. The Journal of general physiology. 1(3): 255-259. (From the Laboratory of Physiology, Harvard Medical School, Boston, and the Marine Biological Laboratory, Woods Hole).
- Redfield, A. C., & Bright, E. M. (1919). The Relative Physiological Effects of ß- and γ-rays Upon the Egg of Nereis. The Journal of general physiology. 2(1): 25-29.
- Redfield, A. C., & Bright, E. M. (1919). The Relative Physiological Effects of β-rays of Different Velocities. The Journal of general physiology. 2(1): 31.
- Redfield, Alfred C., & Bright, E. M. (1921). The physiological changes produced by radium rays and ultra‐violet light in the egg of Nereis. The Journal of physiology. 55(1-2): 61-85.
- Redfield, Alfred C., & Bright, E. M. (1922). The effects of radium rays on metabolism and growth in seeds. The Journal of general physiology. 4(3): 297-301.
- Aub, Joseph C., Forman, Jonathan, & Bright, E. M. (1922). The effect of adrenalectomy upon the total metabolism of the cat. Am. J. Physiol. 61(326): 87.
- Aub, J. C., Bright, E. M., & Forman, J. (1922). The metabolic effect of adrenalectomy upon the urethanized cat. Am. J. Physiol. 61(349): 87.
- Aub, J. C., Bright, E. M., & Uridil, Joseph. (1922). Studies upon the mechanism of the increased metabolism in hyperthyroidism. Am. J. Physiol. 61: 300.
- Redfield, A. C., & Bright, E. M. (1923). Hemolytic Action of Radium Emanation. American Journal of Physiology. Legacy Content. 65(2): 312-318.
- Redfield, A. C., & Bright, E. M. (1924). The physiological action of ionizing radiations. American Journal of Physiology. Legacy Content. 68(2): 54-69; 354-378.
- McIver, Monroe A., & Bright, E. M. (1924). Studies on Conditions of Activity in Endocrine Glands. American Journal of Physiology. Legacy Content. 68(3) 622-644.
- Hunt, H. B., & Bright, E. M. (1926). Studies on Conditions of Activity in Endocrine Glands. American Journal of Physiology. Legacy Content. 77(2): 353-370.